# Mauremys nigricans
La tartaruga cinese collo rosso (Mauremys nigricans Gray, 1834) è una rara specie di tartaruga appartenente lla famiglia dei Geoemididi.

## Descrizione
Il carapace, lungo fino a 280 mm nelle femmine, è lievemente domato e presenta una colorazione tendente al marrone-castano o al nero, con tre carenature mediane. Il piastrone è giallastro con macchie irregolari marroni o nere. La testa è marrone, grigio scura o nera, con vermicolazioni color crema o gialle e sottili striature irregolari gialle che decorano la regione timpanica, estendendosi fino al collo. I maschi riproduttivi sviluppano una vivida colorazione rossa sul capo. La riproduzione avviene tra novembre e dicembre, con ogni covata composta da 2 a 9 uova. È una specie molto timida, che difficilmente si allontana dall'acqua, e ha un'alimentazione onnivora.

## Distribuzione e habitat
Questa tartaruga è distribuita lungo gli affluenti del Fiume delle Perle, nelle province cinesi di Guangdong e Guangxi, e lungo il Fiume Rosso nel Vietnam settentrionale. Abita laghetti e piccoli corsi d'acqua, generalmente a un'altitudine compresa tra 300 e 400 m sul livello del mare.

## Conservazione
La tartaruga cinese collo rosso è considerata a rischio di estinzione, non solo a causa della sua ristretta distribuzione, ma anche per l'elevata richiesta da parte dei collezionisti. La forte domanda sul mercato internazionale negli ultimi dieci anni ha portato a una rapida riduzione della popolazione. È classificata come «Endangered» (minacciata) dalla IUCN ed è inserita nell'Appendice III della CITES in Cina, dove la sua cattura è illegale.